# Cinclocerthia ruficauda
El cocobino pardo (Cinclocerthia ruficauda) es una especie de ave paseriforme de la familia Mimidae endémica de las Antillas Menores.

## Distribución y hábitat
Se extiende por gran de las Antillas Menores. Cría en las islas de Saba, San Cristóbal, Nieves, Montserrat, Guadeloupe, Dominica y San Vincente. Anteriormente también se encontraba en San Eustaquio. Su hábitat natural son los bosques tropicales isleños, aunque también se encuentra en arboledas degradadas.